# Barbacenia cylindrica
Barbacenia cylindrica är en enhjärtbladig växtart som beskrevs av Lyman Bradford Smith och Edward Solomon Ayensu. Barbacenia cylindrica ingår i släktet Barbacenia och familjen Velloziaceae. Inga underarter finns listade.